# Roman III Argyros

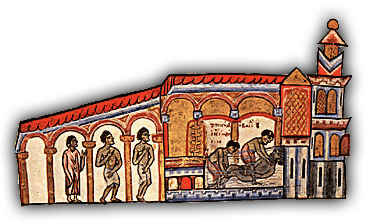
Śmierć chorego Romana III Argyrosa

Roman III Argyros (ur. 968, zm. 11 kwietnia 1034) – cesarz bizantyński od 1028 jako pierwszy mąż cesarzowej Zoe (współrządzili razem).

## Życiorys
Był prawnukiem cesarza Romana I Lekapena. W czasie rządów Bazylego II Bułgarobójcy był sędzią, a w czasie rządów Konstantyna VIII – prefektem Konstantynopola. Roman przyciągnął uwagę cesarza i ten zmusił go do rozwodu z żoną (odesłano ją do klasztoru) i poślubienia cesarzówny Zoe. Ich ślub miał miejsce 12 listopada 1028, a trzy dni później Konstantyn VIII zmarł i pozostawił tron Romanowi III.
Cesarz okazał się marnym władcą i mężem. Zmarł w niewyjaśnionych okolicznościach; został otruty lub "utonął w wannie" podczas kąpieli, najprawdopodobniej z rozkazu swojej rozczarowanej żony. Pochowano go w ufundowanym przez niego klasztorze Peribleptu.

## Rodzina
Z pierwszą żoną Heleną miał on córkę:
- ... Argyrę, zaręczoną z Henrykiem III, cesarzem Świętego Cesarstwa Rzymskiego.

Z drugą żoną Zoe, nie miał potomstwa.
Jego siostra Maria została poślubiona synowi doży weneckiego Piotra Orseolo, Janowi w 1004 r. Z tego związku narodził się syn.